# Kriget mellan Ecuador och Colombia 1863
Kriget mellan Ecuador och Colombia  var ett krig mellan Colombia och Ecuador, som utkämpades 1863. Under den spanska kolonialtiden hade både det som sedan blev Colombia och Ecuador ingått i Nya Granada, för att sedan bli en del av Storcolombia.
Oklara gränsdragningar under spanska kolonialtiden, samt försök att återskapa Storcolombia, ledde till spänningar. 1861 blev konservativa Gabriel Garcia Moreno (1821–1875) president i Ecuador, vars samhälle var starkt splittrat av skillnader mellan olika samhällsklasser, regioner och språk, och en stor del av makten överfördes till Romersk-katolska kyrkan, som han menade skapade sociala och nationella band mellan människorna. Detta ledde till splittring inom Ecuadors politiska liv, då liberalerna menade att Romersk-katolska kyrkans ställning var ett hinder för sociala och politiska framsteg.  
Colombias liberala president, Tomas Cipriano de Mosquera (1798–1878), stödde Ecuadors liberaler, och försökte få Garcia Moreno avsatt. 1863 krävde han ett möte med Garcia Moreno om gränsdrangingen. Då Garcia Moreno inte kom, skickade Mosquera en amré till gränsområdena, vilket i sin tur ledde till att Garcia Moreno skickade en styrka på 6 000 man ledda av hans svärfar, general Juan José Flores (1800–1864). Flores korsade gränsen, och den 6 december 1863 utkämpades Slaget vid Cuaspad, där cirka 4 000 colombianska mannar under Mosquera besegrade inkräktarna, av vilka 1 500 blev dödade eller sårade, och 2 000 tillfångatagna. Mosquera förde sedan sin armé till ecuadorianskt territorium, och de kom till staden Ibarra utan motstånd, innan båda sidorna gick med på stillstånd.  Förhandlingar ledde till freden i Pinsaqui den 30 december 1863, där båda sidorna enades om samma förhållanden som rådde före kriget.